# Спитцер (космический телескоп)
«Спитцер» (англ. Spitzer Space Telescope; «Космический телескоп „Спитцер“», код обсерватории «245») — космический телескоп НАСА, предназначенный для наблюдения космоса в инфракрасном диапазоне. 
Запущен 25 августа 2003 года ракетой-носителем «Дельта-2», на время запуска был крупнейшим в мире космическим инфракрасным телескопом; уступил этот титул обсерватории «Гершель», запущенной в 2009 году. 
Назван в честь американского астрофизика Лаймана Спитцера, является одной из Великих обсерваторий.
В инфракрасной (тепловой) области находится максимум излучения слабосветящегося вещества Вселенной — тусклых остывших звёзд, внесолнечных планет и гигантских молекулярных облаков, однако инфракрасные лучи поглощаются земной атмосферой и практически не попадают из космоса на поверхность, что делает невозможной их регистрацию наземными телескопами. И наоборот, для инфракрасных лучей прозрачны космические пылевые облака, которые скрывают от нас много интересного, например, галактический центр.
В 2009 году на телескопе закончился запас хладагента, что означало завершение основной миссии.
В 2020 году телескоп перевели в режим гибернации. После этого было официально объявлено о завершении работы телескопа.

## История и подготовка

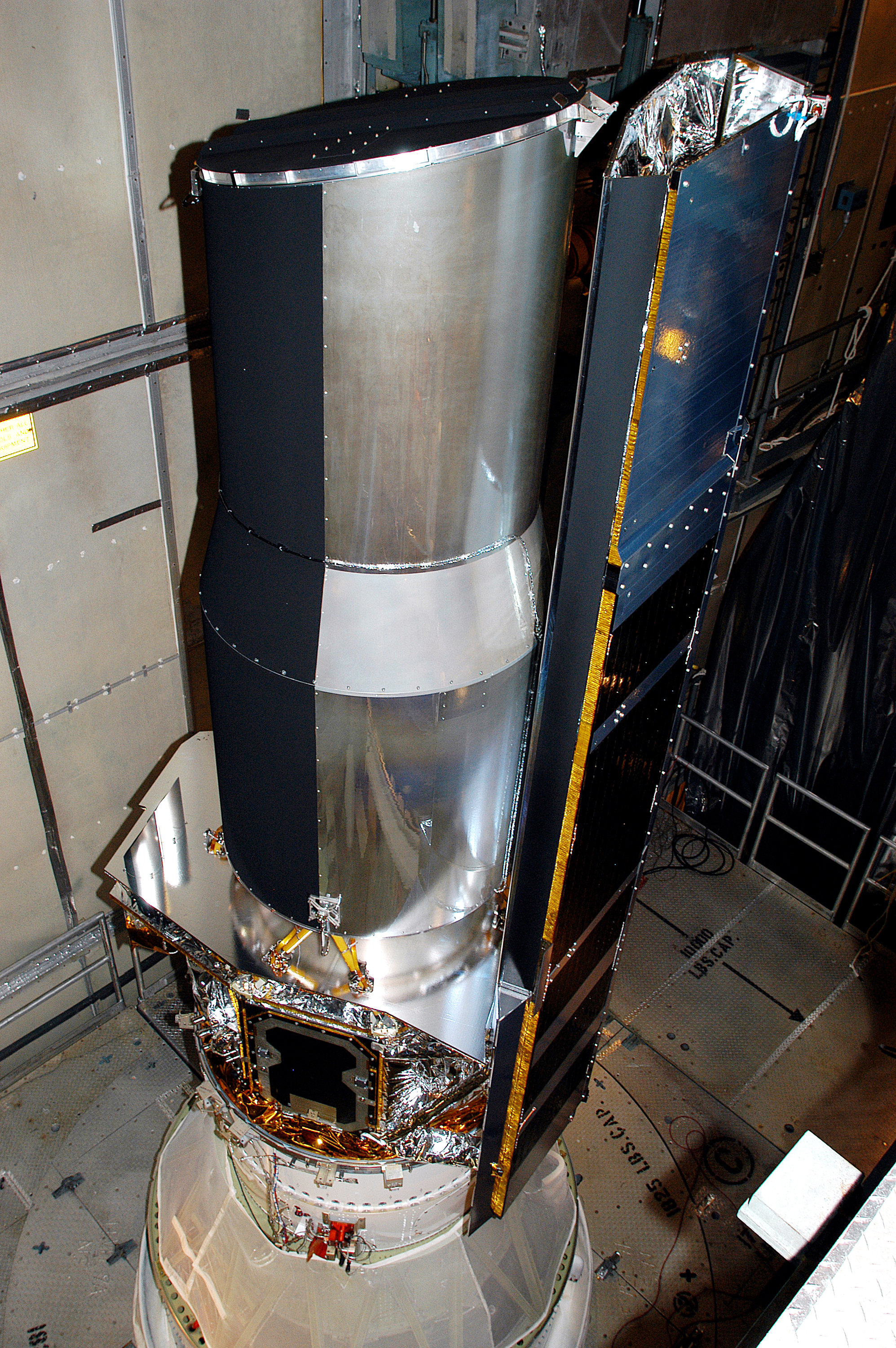
«Спитцер» до запуска

Инфракрасный свет поглощается земной атмосферой, что лишает возможности наблюдать его с поверхности Земли. В 1960-е годы, ещё до того, как появилась возможность создания космических телескопов, для наблюдения в инфракрасном диапазоне астрономы запускали телескопы в верхние слои атмосферы с помощью аэростатов, а затем и с помощью самолётов.
В 1983 IRAS стал первым орбитальным телескопом, работающим в инфракрасном диапазоне. В этом же году НАСА объявило, что телескоп (тогда ещё имевший название Space Infrared Telescope Facility) будет запущен с помощью шаттла, как и другие три Великие обсерватории, однако, после катастрофы шаттла «Челленджер» в 1986 году было решено запустить телескоп с помощью другой ракеты-носителя.
Для возможности эффективно наблюдать в инфракрасном диапазоне телескопу требовалось постоянное охлаждение; в роли хладагента выступал жидкий гелий. В 2009 году он был полностью израсходован, и возможность наблюдать в длинных волнах исчезла. С этого времени функционировала только Infrared Array Camera.
30 января 2020 года руководитель проекта Джозеф Хант официально объявил о переводе телескопа в режим гибернации и завершении его работы. За день до этого, 29 января, «Спитцер» передал свои последние научные данные.

## Оборудование

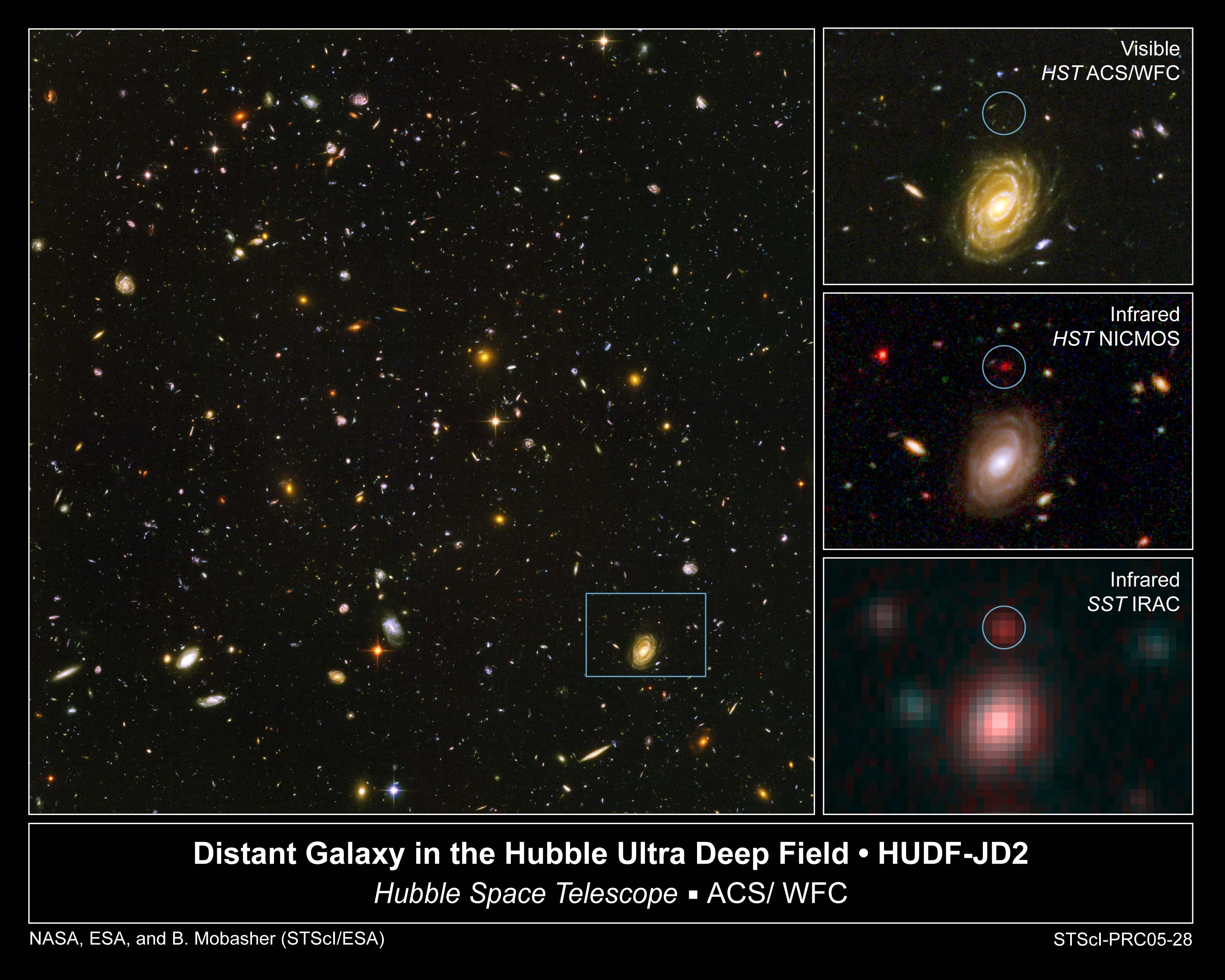
Сравнение изображений, полученных «Хабблом» с изображением, полученным «Спитцером» (нижнее изображение справа).

На борту «Спитцера» есть три прибора наблюдения, разработанные разными учёными и произведённые разными компаниями:

### Infrared Array Camera
Инфракрасная камера, способная наблюдать на четырёх длинах волн одновременно (3,6 мкм, 4,5 мкм, 5,8 мкм и 8 мкм). Для каждой из длин волн имеется детектор размером 256×256 пикселей.

### Infrared Spectrograph
Инфракрасный спектрограф, способный наблюдать в четырёх диапазонах: 5.3–14 и 14–40 мкм с низким разрешением, и 10–19,5 и 19–37 мкм с высоким разрешением. Для каждого диапазона используется детектор размером 128×128 пикселей.

### Multiband Imaging Photometer for Spitzer
Три детектора, способные наблюдать в дальнем инфракрасном диапазоне: 24 мкм (128×128 пикселей), 70 мкм (32×32 пикселя), 160 мкм (2×20 пикселей).

## Научные открытия и результаты работы

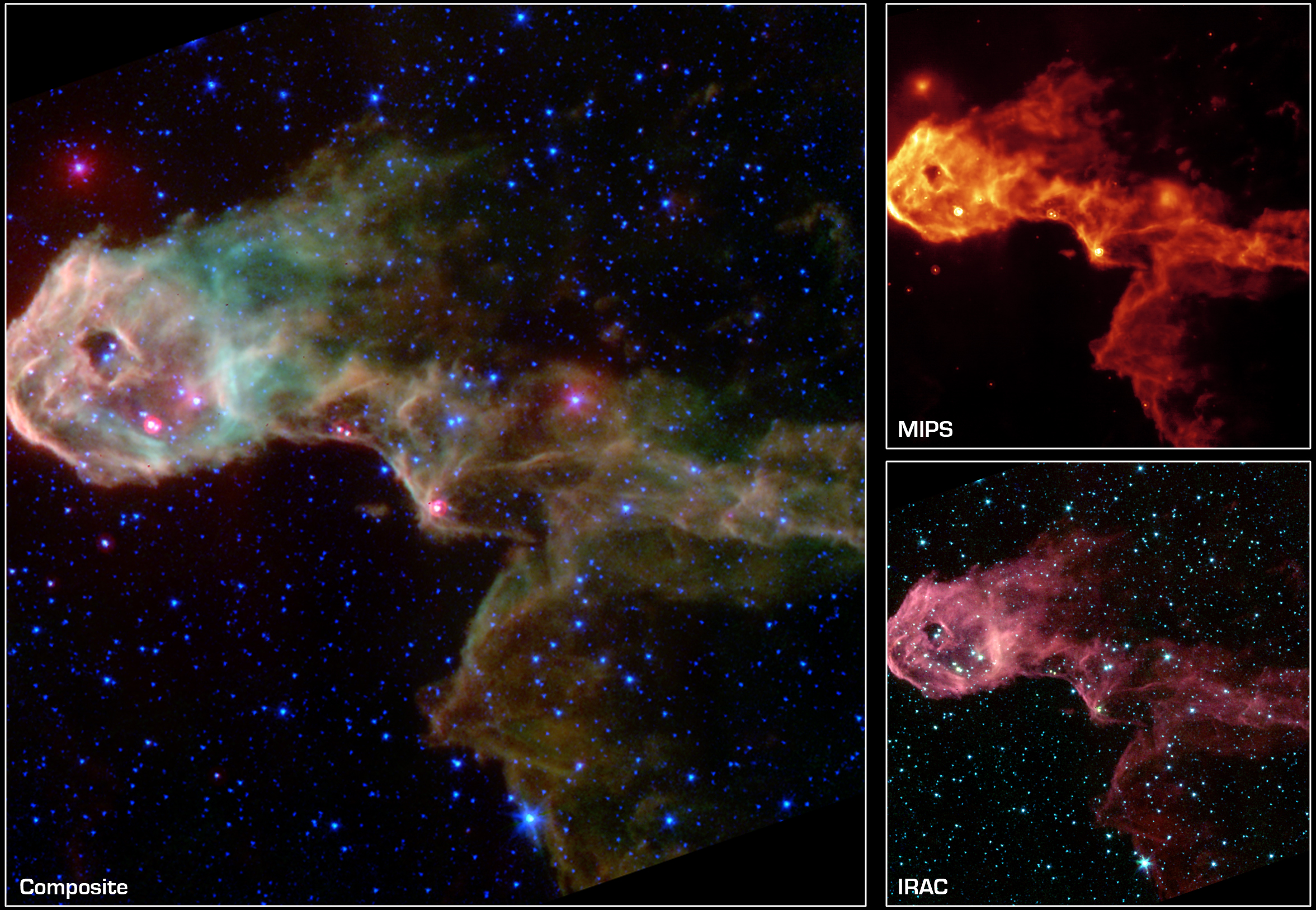
Первый свет «Спитцера» — изображение IC 1396

Первые изображения, полученные на «Спитцере», проводились для проверки возможностей телескопа.
В 2004 году телескоп открыл, возможно, самую молодую из известных звёзд в тёмной туманности L 1014. Предыдущие инфракрасные телескопы ничего не обнаруживали в этой туманности.
Одним из известных открытий «Спитцера» в 2005 году стало одно из первых прямых наблюдений экзопланет, а именно «горячих юпитеров» — крупных планет с высокой температурой поверхности, например, HD 209458 b (до этого экзопланеты чаще всего открывались косвенными методами). 
Другие наблюдения того же года показали, что Млечный Путь имеет более выраженный бар, чем предполагалось ранее. 
Наконец, в 2005 году учёные обнаружили, что «Спитцер» получил изображения одних из первых звёзд Вселенной, которые образовались спустя всего 100 миллионов лет после Большого взрыва.